# Moncetz-Longevas
Moncetz-Longevas is een gemeente in het Franse departement Marne (regio Grand Est) en telt 525 inwoners (1999). De plaats maakt deel uit van het arrondissement Châlons-en-Champagne.

## Geografie
De oppervlakte van Moncetz-Longevas bedraagt 7,3 km², de bevolkingsdichtheid is 71,9 inwoners per km².
De onderstaande kaart toont de ligging van Moncetz-Longevas met de belangrijkste infrastructuur en aangrenzende gemeenten.

## Demografie
Onderstaande figuur toont het verloop van het inwonertal (bron: INSEE-tellingen).